# 17283 Ustinov
17283 Ustinov este un asteroid din centura principală de asteroizi.

## Descriere
17283 Ustinov este un asteroid din centura principală de asteroizi. A fost descoperit pe 24 iunie 2000 la Reedy Creek de John Broughton. El prezintă o orbită caracterizată de o semiaxă mare de 3,20 ua, o excentricitate de 0,07 și o înclinație de 22,3° în raport cu ecliptica.